# Зейбекчи, Нихат
Нихат Зейбекчи (род. 1 января 1961) — турецкий политик и экономист.

## Биография
Родился 1 января 1961 года в семье Шюкры и Фатьмы Зейбекчи, был младшим из пяти детей. Родители Нихата Зейбекчи занимались выращиванием табака.
Изучал управление бизнесом в университете Мармара, затем получил степень магистра в области международных отношений в Стамбульском университете.
Работал в различных компаниях в Стамбуле и Денизли. В 1994 году основал текстильную компанию.
В 2004 году был избран мэром Денизли от партии справедливости и развития. Был переизбран в 2009 году. В 2011 году ушёл с поста мэра, чтобы стать членом парламента.
В 2011 году был избран членом Великого национального собрания. 26 декабря 2013 года был назначен министром экономики, Зейбекчи сменил на этом посту Зафера Чаглаяна, ушедшего в отставку в результате коррупционного скандала.
В 2019 году баллотировался на пост главы Измира от ПСР, но проиграл кандидату от оппозиции Тунчу Сойеру.
Нихат Зейбекчи считается близким другом Реджепа Эрдогана.

## Личная жизнь
Женат, четверо детей.